# Nato - 10 år for fred
|  | Denne artikel er oprettet af botten Steenthbot ud fra en ekstern database. Den kan derfor have sproglige fejl eller mangler. Denne skabelon kan fjernes efter kontrol af indholdet. |

Nato - 10 år for fred er en dansk dokumentarfilm fra 1960.

## Handling
En film om Atlantpagten og dens medlemslande, optaget i anledning af 10-årsdagen for pagtens oprettelse.